# Xiuladora dorsiverda
La xiuladora dorsiverda (Pachycephala albiventris) és un ocell de la família dels paquicefàlids (Pachycephalidae).

## Hàbitat i distribució
Habita els boscos de les illes Filipines, al nord i sud de Luzon i Mindoro.